# Jule Sugarman
Jule Meyer Sugarman (Cincinnati, 23 de setembro de 1927 - 2 de novembro de 2010) foi um administrador norte-americano, um dos fundadores do programa Head Start.